# 162395 Michaelbird
162395 Michaelbird este o planetă minoră (asteroid) din centura de asteroizi. A fost descoperită pe 5 februarie 2000 la Observatorul Național Kitt Peak de Marc Buie⁠(d). 
Obiectul prezintă o orbită caracterizată de o semiaxă mare de 2,792004902879 UAi, o excentricitate de 0,090676059165432, o înclinație de 1,1385641346646 ° în raport cu ecliptica.